# Свен Людвіг Ловен
Свен Людвіг Ловен (швед. Sven Ludwig Lovén, 6 січня 1809, Стокгольм - 3 вересня 1895, Стокгольм) — шведський морський зоолог та малаколог.

## Життєпис

### Робота
У 1829 році отримав вчену ступінь в Лундському університеті і став там доцентом зоології. У наступні роки зробив кілька подорожей по Норвегії, західному березі Швеції і Фіннмарку. У 1837 році очолював першу наукову експедицію на Шпіцберген. З 1841 року Ловен - професор при державному музеї в Стокгольмі, член Стокгольмської академії. Роботи Ловена здебільшого стосуються будови й історії розвитку кишковопорожнинних (між іншим він першим спостерігав ще в 1836 році медузоподібні бруньки гідроїда Syncoryne і припускав, що вони відокремлюються), черв'яків (в тому числі «Jakttagelse öfver metamorfos hos en Annelid», в «K. Vetenskaps Akademiens Handlinar», 1840), молюсків (в тому числі важлива робота «Bidrag til Kännedom om Utvecklingen af Mollusca Acephala Lamellibranchiata», Стокгольм, в «К. Vetensk. Ak. Handl.», 1848), ракоподібних і голкошкірих (в тому числі ряд важливих робіт з будови морських їжаків: «Sur la structure des Echinoidées» («Oefversigt af K. Vetensk. Acad. Handlingar», 1871), «On the structure of the Echinoida» («Annals and Magazin of Nat. History», 1872), «Etudes sur les Echinoidées »(« Kongl. Svenska Vet. Akad. Handlingar », 1875 тощо).
Свен Ловен описав 174 морських видів, проте багато з них стали синонімами.

## Вшанування
Кілька географічних точок на Шпіцбергені названі на його честь. До них належать мис Кейп-Ловен на острові Північно-Східна Земля, гора Ловенбергет, озеро Ловенватнет і льодовик Ловенбріне у Західному Шпіцбергені.
Іншими зоологами на його честь названо два види: гідроїда Lovenella clausa (родина Lovenellidae) і ракоподібного Lovenula falcifera (нині Paradiaptomus falcifer).